# Fanqie
Fǎnqiè (反切) ist eine historische Methode zur Angabe der Aussprache chinesischer Schriftzeichen. Dabei wurden zur Erklärung der Aussprache eines unbekannten Schriftzeichens zwei andere Schriftzeichen verwendet.

## System
Anlaut und Auslaut der zu erklärenden Silbe werden getrennt durch jeweils eine andere Silbe angegeben. Der Ton der Silbe wird dabei nach dem klassischen Konzept über den Auslaut transportiert.
Auf Grund verschiedener Lautänderungen innerhalb des letzten Jahrtausends sind die Fǎnqiè-Schreibungen meist nicht mit der heutigen Aussprache im Hochchinesischen kongruent.
Folgendes Beispiel gibt die Aussprache für 荒,  huāng an:
- 呼,  hū für Anlaut h und
- 光,  guāng für Auslaut -uāng mit hohem Ton (erster Ton).

Das System stimmt hier noch für die heutige Aussprache. Die klassische Aussprache war tatsächlich χuo + ꜀kuâng = ꜀χuâng.
Für folgendes Beispiel ist die moderne Aussprache schon nicht mehr korrekt:
Die Aussprache für „Osten“ (chinesisch 東 / 东, Pinyin dōng) wurde folgendermaßen angegeben:
- 德,  dé steht heute für den Anlaut d,
- 紅 / 红,  hóng steht heute für den Auslaut -óng.

Im Sinne der heutigen Aussprache ist dieses System nicht mehr korrekt, da eine Silbe dóng nicht existiert. Die klassische Aussprache wurde dabei mit ꜀tung = tək + ꜀γung korrekt angegeben.
Die zur Erklärung verwendeten Schriftzeichen waren nicht festgelegt, bildeten also keine Basis zur Umschreibung anderer Zeichen. In der Praxis ist jedoch erkennbar, dass bestimmte Zeichen hochfrequent sind, sich also in der Gewohnheit ein Quasi-Standard erkennen lässt.

## Heutige Verwendung
Das System der Umschreibung mittels Fǎnqiè ist durch die Verwendung von Pinyin, anderen lateinischen Umschriften und Zhuyin überflüssig geworden. Kenntnisse dieses Systems haben jedoch durchaus noch den Status einer Kulturtechnik, und traditionelle Wörterbücher, die das Fǎnqiè-System benutzen, werden noch gebraucht.
Darüber hinaus sind die in Fǎnqiè angegebenen Lautungen wertvolles Arbeitsmaterial für linguistische Studien.